# Eduard Brendler
Œuvres principales
Ryno eller den vandrande riddaren
Frans Fredrik Eduard Brendler (4 novembre 1800, Dresde - 16 août 1831, Stockholm) est un compositeur et flûtiste suédois.

## Biographie
Il est né à Dresde en Allemagne et est le fils du flûtiste Johann Franz Brendler (sv) (1773-1807). Sa famille vient en Suède alors qu'il n'a qu'un an. Son père est nommé maître de chapelle à Göteborg. Son père a décidé que son fils serait commerçant et le place dans un bureau commercial à Visby, alors qu'Eduard a déjà montré un talent exceptionnel pour la musique. En 1823, le jeune Brendler revient à Stockholm et se fait connaître comme flûtiste.
Eduard Brendler est décédé peu de temps après être devenu membre de l'Académie royale de musique.

## Le compositeur
Eduard Brendler se fait rapidement connaître comme compositeur et remporte un grand succès. Parmi ses œuvres majeures, on trouve une symphonie pour grand orchestre, ainsi qu'une variété de compositions pour piano, un mélodrame Spastaras sur un texte de Bengt Lidner (1830), Edmund och Clara (1831).
Il meurt avant d'avoir terminé son opéra en trois actes de style romantique Ryno, ou le chevalier errant (Ryno eller den vandrande riddaren: skådespel med sång i tre akter), sur un livret de Bernhard von Beskow. L'opéra est achevé par son ami et patron le prince Oscar Ier, et est créé en 1834.